# George Shaw (botanico)
George Kearsley Shaw (Bierton, 10 dicembre 1751 – Londra, 22 luglio 1813) è stato un botanico e zoologo inglese.

## Biografia
Shaw nacque a Bierton, nel Buckinghamshire, e studiò alla Magdalen Hall di Oxford, conseguendo la laurea (M.A.) in Biologia, nel 1772. Dapprima iniziò la carriera di biologo praticante, poi nel 1786 divenne assistente lettore di botanica all'Università di Oxford. Nel 1788 Shaw fu cofondatore della Linnean Society e divenne membro della Royal Society nel 1789.
Nel 1791 Shaw venne nominato assistente conservatore del Dipartimento di Storia Naturale del British Museum, succedendo poi, come conservatore, a Edward Whitaker Gray nel 1806.
Shaw venne a scoprire che la maggior parte del materiale donato al museo da Hans Sloane era in cattive condizioni. Il materiale medico e anatomico fu mandato al museo del "Royal College of Surgeons" ma molti degli animali e degli uccelli impagliati erano tanto deteriorati da dover essere bruciati.
Lo stipendio del museo era tanto misero che Shaw dovette passare la maggior parte del suo tempo scrivendo, così non ebbe la possibilità di ingrandire la collezione. Alla sua morte il suo posto fu preso dal suo assistente Charles Konig.
Shaw pubblicò una delle prime descrizioni inglesi dei più comuni animali australiani, ai quali diede nomi scientifici, nella sua Zoology of New Holland (1794). Fu tra i primi scienziati ad esaminare un ornitorinco e pubblicò la prima descrizione scientifica in The Naturalist's Miscellany (1799). Fu inoltre il primo a classificare l'axolotl (1795).

## Opere
- Museum Leverianum, con la descrizione di esemplari scelti dal museo dell'ultimo Sir Ashton Lever (1792-6)
- "Zoology of New Holland" (1794)
- "General Zoology or Systematic Natural History" (16 vol.). London ed. vari (1809-1826) (Curò la parte ornitologica dei soli voll. VII e VIII, opera incompiuta a causa della morte e continuata da George-James Francis Stephens).
- The Naturalist's Miscellany o Coloured Figures Of Natural Objects; Drawn and Described Immediately From Nature (1789-1813) con Frederick Polydore Nodder (pittore e litografo).

| G.Shaw è l'abbreviazione standard utilizzata per le piante descritte da George Shaw. Consulta l'elenco delle piante assegnate a questo autore dall'IPNI. |

| Shaw è l'abbreviazione standard utilizzata per le specie animali descritte da George Shaw. Categoria:Taxa classificati da George Shaw |